# Phonème éphelcystique
Cette page contient des caractères spéciaux ou non latins. S’ils s’affichent mal (▯, ?, etc.), consultez la page d’aide Unicode.
Un phonème éphelcystique (du grec ἐφελκυστικός, « attiré à la suite ») est, en phonétique, un phonème, habituellement une consonne, qui est ajouté à la fin d'un morphème ou d'un mot (c'est, dans ce cas, une paragoge) pour des raisons euphoniques, qui sont le plus souvent la résolution d'un hiatus. On parle, plus couramment, de « son de liaison » bien que le terme de liaison appliqué au français renvoie à une notion différente, un phonème éphelcystique dont l'origine est étymologique (c'est un ancien son qui réapparaît entre deux voyelles). Les phonèmes éphelcystiques sont des cas de sandhi.

## En français
On considère traditionnellement comme éphelcystique le /t/ aussi dit « euphonique » français : un /t/ (-t-) non étymologique (t euphonique) s’intercale entre une forme verbale qui, censément, finit par une voyelle, et un pronom qui, tout aussi censément, commence par une voyelle (ex: « Y a-t-il ? », « Existe-t-il ? », « Parle-t-elle le français ? », « Où va-t-on ? », etc.) Il existe aussi un /z/ euphonique (écrit -s-) (z euphonique, s euphonique), qui apparait entre un impératif et les pronoms en ou y : donnes-en, [dɔn(ǝ)zɑ̃], vas-y, [vazi].
Il serait peut-être préférable de qualifier ces consonnes d'analogiques : elles ont pu apparaître au moment où les consonnes finales ont cessé de se prononcer à la pause. Quand « il fait » se prononçait [ifɛt], il était parfaitement régulier que « fait-il » se prononce [fɛti(l)]. Dès qu'on ne prononçait que [ifɛ], le [t] de « fait-il », correspondant désormais à une liaison, a pu être perçu comme un ajout propre à l'inversion verbe-sujet, qu'il était alors facile d'appliquer, par analogie, à l'inversion de « il va ». Il n'est pas interdit de considérer que la consonne ajoutée se soit alors agglutinée au mot-outil, donnant lieu à un pronom /ti(l)/ susceptible d'alterner avec le pronom /i(l)/ en fonction du contexte. De la même manière, on peut postuler l'existence des pronoms /zi/ et /zɑ̃/ alternant avec /i/ (y) et /ɑ̃/ (en), ce que masquerait la graphie traditionnelle.
La consonne analogique /z/ apparaît dans un contexte pluriel. Ainsi, on dira en français familier "ceux qui-z-ont" en alternance avec "ceux qui ont". La première solution permet de conserver la différence entre le sujet et le COD, et le "z" euphonique apparaît alors pour éviter l’hiatus, ce son étant choisi par analogie avec les autres contextes pluriels. De même, on trouvera des /z/ euphoniques à la fin des déterminants numéraux là où en diachronie, ils n'apparaissaient pas. Ce "s" est tellement ressenti comme un pluriel régulier que les enfants apprenant l'espagnol l'introduisent, par exemple, dans la traduction de "cuatro".
Par opposition, le [l] qui précède parfois le pronom personnel indéfini on en début de phrase ou devant voyelle (ex. : « Ici l'on fume, ici l'on chante, ici l'on dort. », L'Auberge, Paul Verlaine, « L'on prétend que... ») est pleinement étymologique. Il s'est effectivement conservé dans des contextes littéraires, peut-être pour des raisons euphoniques, mais c'est le vestige de l'article défini qui précédait le on substantif (ancien français on, om ou hom, « homme », du nominatif latin homo),. De même, dans « aide-t'en », « va-t'en », « rapproche-t'en », etc., le t correspond au pronom de la deuxième personne, te, élidé devant voyelle.
Pour l'utilisation d'une voyelle éphelcystique, on peut noter la présence d'un -é- dans l'interrogation soutenue avec le pronom de 1re personne : "Parlé-je bien ? " Cet é euphonique est très peu employé, la langue préférant tourner cette phrase avec l'adverbe interrogatif est-ce que.
Le moyen français connaissait déjà cet "é" euphonique et l'utilisait avec le subjonctif imparfait à valeur conditionnelle, ce qui donnait des phrases du type "dussé-je" dans le sens de "même si je devais".
Quant à l'utilisation d'une consonne euphonique en début de mot, le français familier la connaît également avec le pluriel yeux. En effet, ce pluriel est réalisé la plupart du temps avec un son /z/. On dira plus facilement : "Il était /z/yeux ouverts". Ce /z/ euphonique s'explique par la surreprésentation du "s" de liaison devant yeux et la difficulté de commencer une phrase ou un syntagme par un /j/.

## En grec ancien
En grec ancien, un phonème /n/ éphelcystique se place à la suite de certaines désinences verbales et nominales en fin de phrase ou quand le mot suivant débute par une voyelle (parfois aussi devant une consonne). On le nomme « -ν- nu euphonique » ou « ν nu éphelcystique », qui se rencontre après les désinences ou mots suivants : 
- après le « suffixe » verbal (en fait la voyelle thématique) -ε -e ;
- après le suffixe -σι -si utilisé pour le datif pluriel ou dans la conjugaison ;
- à la fin des mots εἴκοσι eíkosi « vingt » et ἐστί estí « (il) est ».

Par exemple : 
- οἱ ἄγγελοι λέγουσι τἀληθῆ = hoi ángeloi légousi talêtễ (« les messagers disent la vérité ») ;
- λέγουσιν ἄγγελοι τἀληθῆ = légousin ángeloi talêtễ (« des messagers disent la vérité ») ;
- ὁ ἄγγελος ἔλεγε τἀληθῆ = o ángelos élege talêtễ (« le messager disait la vérité ») ;
- ὁ ἄγγελος τἀληθῆ ἔλεγεν = o ángelos talêtễ élegen (« le messager disait la vérité »).

## Wallon
Outre les liaisons qui sont des restes d'anciennes consonnes finales tombées avec le temps, le wallon  a aussi développé plusieurs phonèmes éphelcystiques :
- Le courant, le phonème [st] est issu étymologiquement de est [ɛst] (il est, aujourd'hui prononcé [ɛ] sauf devant une voyelle) et dist [dɪst] (il dit, aujourd'hui prononcé [dɪ] sauf devant une voyelle). Il s'emploie classiquement entre une forme verbale avec une désinence vocalique et le mot qui suit commençant par une voyelle. Exemples : Dji so-st awureus. (Je suis heureux). I m' a-st oyou. (Il m' a entendu).
- Le phonème phonologique [z] par analogie aux liaisons du s communes au français. Exemples : cou-z å hôt. (tête en bas), po-z esse seur (Pour être sûr).
- Le phonème [d] peut être rajouté à di [dɪ] (de) employé avec un adverbe de lieu monosyllabique. Exemples: A må kékes djoûs did la[4]. (A quelques jours de là).
- Le phonème [j] est en wallon liégeois ajouté entre le pronom possessif mi, ti ou si (mon, ton, son) et un mot commençant par une voyelle. Exemples: si-ome [sɪ‿j‿ɔm] (son mari) ou  mi-åme [mɪ‿j‿ɒːm] ou [mɪ‿j‿ɔːm] (mon âme).
- Le phonème [t] entre une forme verbale inversée à la troisième personne et le pronom personnel i ou ele, exactement comme en français. Exemples : Mi shonne t i. (Me semble-t-il)

## Remarque
La notion de « phonème éphelcystique » étant une sous-catégorie des phonèmes ajoutés par euphonie, on peut aussi y compter les sons de liaison en début de mot. C'est dans ce cas une prothèse, comme en russe, où, suivant l'analyse diachronique, un /n/ non étymologique s'ajoute devant le pronom possessif de troisième personne qui précédé d'une préposition : к + ему → к нему « vers lui »
Contrairement aux apparences, le /n/ apparaissant dans l'article anglais (a devant consonne, an devant voyelle) n'est pas un phonème éphelcystique. Au contraire, c'est la forme a qui est secondaire, le /n/ étymologique ayant cessé d'être prononcé devant une consonne. An est une forme atone de one, d'où la présence du /n/.